# Ralf
Ralf oder Ralph ist ein männlicher Vorname.

## Herkunft und Bedeutung des Namens
Ralf ist eine Kurzform des althochdeutschen Namens Radulf, der sich zusammensetzt aus rat = der Rat bzw. der Ratschlag, der Ratgeber und wolf = der Wolf.

## Verbreitung
Der Name Ralf war in Deutschland Anfang des 20. Jahrhunderts ungebräuchlich. Ab den zwanziger Jahren stieg seine Popularität, so dass er Anfang der sechziger Jahre einige Male unter die zehn häufigsten Jungennamen des jeweiligen Jahrgangs geriet. Dann sank seine Beliebtheit allmählich ab, seit Anfang der Neunziger werden kaum noch Jungen Ralf genannt.

## Namenstag
- 21. Juni (Todestag des heiligen Radulf im Jahr 866)
- 7. September (Todestag des heiligen Ralph Corbie im Jahr 1644)

## Namensträger

### Vorname

#### Ralf
- Ralf Allgöwer (* 1964), deutscher Fußballspieler
- Ralf Bader (* 1980), deutscher Handballspieler und -trainer
- Ralf Bendix (1924–2014), deutscher Schlagersänger
- Ralf P. Brandes (* 1969), deutscher Physiologe, Adolf-Fick-Preisträger
- Ralf Bursy (1956–2022), deutscher Sänger
- Ralf Dahrendorf (1929–2009), deutsch-britischer Soziologe, Politiker und Publizist
- Ralf Fährmann (* 1988), deutscher Fußballtorhüter
- Ralf Forster (1961–2020), deutscher Fußballspieler
- Ralf Fücks (* 1951), deutscher Politiker (Bündnis 90/Die Grünen)
- Ralf von den Hoff (* 1963), deutscher Klassischer Archäologe und Hochschullehrer
- Ralf Hoffmann (General) (* 1963), deutscher Brigadegeneral der Luftwaffe der Bundeswehr
- Ralf Hoffmann (Mediziner) (* 1964), deutscher Sanitätsoffizier des Heeres der Bundeswehr und Inspekteur des Sanitätsdienstes
- Ralf Hütter (* 1946), deutscher Musiker, Gründungsmitglied der Musikgruppe Kraftwerk
- Ralf Kötter (1963–2009), deutscher Elektrotechniker und Hochschullehrer
- Ralf Kramp (* 1963), deutscher Autor und Verleger
- Ralf Krewinkel (* 1974), niederländischer Politiker
- Ralf Christian Mayer, deutscher Musiker, Komponist und Produzent
- Ralf Moeller (* 1959), deutsch-US-amerikanischer Schauspieler und ehemaliger Mr. Universum
- Ralf Moll (* 1966), deutscher Ökotrophologe und Sachbuchautor
- Ralf Münnich (* 1964), deutscher Mathematiker und Hochschullehrer
- Ralf Nürnberger (* 1952), deutscher Regisseur, Bühnenbildner und Übersetzer
- Ralf Otto (* 1956), deutscher Dirigent
- Ralf Paulsen (1929–2015), deutscher Sänger
- Ralf Pröve (* 1960), deutscher Historiker
- Ralf Rangnick (* 1958), deutscher Fußballtrainer und -funktionär
- Ralf Regenbogen (* 1960), deutscher Fußballspieler
- Ralf Reichenbach (1950–1998), deutscher Leichtathlet
- Ralf Reinders (* 1948), deutsch-niederländischer Terrorist
- Ralf Richter (* 1957), deutscher Schauspieler
- Ralf Rueff (* 1968), deutscher Fußballspieler und -trainer
- Ralf von Saalfeld (1900–1947), deutscher Komponist
- Ralf Schmidt (* 1960), deutscher Sänger, Texter, Komponist und Produzent
- Ralf Schmidt (* 1985), deutscher Fußballspieler
- Ralf Schmitz (* 1974), deutscher Comedian
- Ralf Schumacher (* 1975), deutscher Automobilrennfahrer
- Ralf Scheepers (* 1965), deutscher Musiker und Sänger
- Ralf Stahlmann (1950–2023), deutscher Toxikologe und Pharmakologe
- Ralf Stegner (* 1959), deutscher Politiker (SPD)
- Ralf de Souza Teles (* 1984), brasilianischer Fußballspieler
- Ralf T. Vögele (* 1963), deutscher Biologe und Phytopathologe
- Ralf Vogel, (* 1973), deutscher Rechtsanwalt
- Ralf Wack (* 1967), deutscher Poolbillardspieler
- Ralf Waldmann (1966–2018), deutscher Motorradrennfahrer
- Ralf Wolter (1926–2022), deutscher Schauspieler

#### Ralph
- Ralph d’Escures († 1122), römisch-katholischer Bischof
- Ralph de Gaël, anglo-bretonischer Herr von Monfort und Gaël, sowie Earl of Norfolk und Earl of Suffolk
- Ralph the Timid († 1057), Earl of Hereford (ab 1052)

- Ralph Anspach (1926–2022), US-amerikanischer Wirtschaftswissenschaftler und Erfinder von Anti-Monopoly
- Ralph Brinkhaus (* 1968), deutscher Politiker (CDU)
- Ralph Pomeroy Buckland (1812–1892), US-amerikanischer Politiker
- Ralph Bunche (1904–1971), US-amerikanischer Diplomat und Bürgerrechtler
- Ralph Buss (* 1982), Schweizer Schachspieler
- Ralph Caspers (* 1972), deutscher Fernsehmoderator
- Ralph DePalma (1882–1956), US-amerikanischer Motorrad- und Automobilrennfahrer
- Ralph Eppel (* 1951), britisch-kanadischer Jazzmusiker
- Ralph Fiennes (* 1962), britischer Schauspieler
- Ralph Giordano (1923–2014), deutscher Journalist, Schriftsteller und Regisseur
- Ralph Kercheval (1911–2010), US-amerikanischer American-Football-Spieler
- Ralph Kirby (1884–1946), englischer Fußballspieler und -trainer
- Ralph Kretschmar (* 1980), deutscher Schauspieler
- Ralph Landau (1916–2004), US-amerikanischer Chemieingenieur und Unternehmer
- Ralph Manheim (1907–1992), US-amerikanischer Literaturübersetzer
- Ralph McTell (* 1944), britischer Musiker
- Ralph Morgenstern (* 1956), deutscher Moderator
- Ralph Mulford (1884–1973), US-amerikanischer Automobilrennfahrer und Unternehmer
- Ralph Neely (1943–2022), US-amerikanischer American-Football-Spieler
- Ralph Neuhäuser (* 1966), deutscher Physiker, Astronom und Hochschullehrer
- Ralph Ogden (* 1948), US-amerikanischer Basketballspieler
- Ralph Pitchford (* 1962), südafrikanischer Endurosportler und Rallye-Navigator
- Ralph Pordzik (* 1966), deutscher Autor und Anglist
- Ralph „Rep“ Porter (* 1971), US-amerikanischer Pokerspieler
- Ralph Rensen (1933–1961), britischer Motorradrennfahrer
- Ralph Richardson (1902–1983), britischer Theater- und Filmschauspieler
- Ralph Ruthe (* 1972), deutscher Cartoonist, Comiczeichner, Autor und Musiker
- Ralph Scott (1894–1936), US-amerikanischer American-Football-Spieler und -Trainer
- Ralph James Scott (1905–1983), US-amerikanischer Politiker
- Ralph Siegel (* 1945), deutscher Musiker, Schlagerkomponist und Musikproduzent
- Ralph Maria Siegel (1911–1972), deutscher Komponist
- Ralph Sina (* 1955), deutscher Hörfunkjournalist
- Ralph Spirk (* 1986), österreichischer Fußballspieler
- Ralph Vaughan Williams (1871–1958), englischer Komponist und Dirigent
- Ralph de Warneville, von 1173 bis 1181 Lordkanzler von England

### Familienname
- Anselmo Ralph (* 1981), angolanischer Popsänger
- Bo Ralph (* 1945), schwedischer Sprachforscher
- Brad Ralph (* 1980), kanadischer Eishockeyspieler, -trainer und -funktionär
- Caleb Ralph (* 1977), neuseeländischer Rugby-Union-Spieler
- Damani Ralph (* 1980), jamaikanischer Fußballspieler
- Einar Ralf (1888–1971), schwedischer Opernsänger, Komponist, Dirigent und Arrangeur
- Glencora Ralph (* 1988), australische Wasserballspielerin
- Hanna Ralph (1888–1978), deutsche Schauspielerin
- J. Ralph (Joshua Ralph; * 1975), US-amerikanischer Musiker
- Jason Ralph (* 1986), US-amerikanischer Schauspieler
- Jessie Ralph (1864–1944), US-amerikanische Schauspielerin
- Louis Ralph (1878–1952; gebürtig Ludwig Musik), österreichischer Schauspieler und Filmregisseur
- Max Ralph-Ostermann (1881–1934), deutscher Theater- und Filmschauspieler
- Nicholas Ralph (* 1990), schottischer Schauspieler
- Patricia Marjorie Ralph (1920–1995), neuseeländische Meeresbiologin und Universitätsdozentin
- Ronnie Ralph (* 1933), US-amerikanischer Schauspieler
- Sheryl Lee Ralph (* 1956), US-amerikanische Schauspielerin und Sängerin

### Sonstiges
- Ralph (South Dakota), Ort in den USA
- Deckname des Spions Erwin Respondek
- Mount Ralph, Berg im Marie-Byrd-Land, Antarktika
- Der Rabe Ralf, Gedicht von Christian Morgenstern[2]

## Varianten
- männlich: Ralf, Ralph, Raedwulf, Radolf, Radolph, Radulf, Radulph, Radulphus, Ranulph, Raoul, Raul; Wolfrad, Wolfrat, Wolfrath
- unterscheide: Rolf (von Rudolf)

Als phonetische Namensschreibweise ist im englischsprachigen Raum auch die Variante Raife geläufig.

## Abgeleitete Ortsnamen
- Ralph ist der Name von zehn kleineren Orten in den USA und einem in Kanada
- Ralphs ist ein kleinerer Ort in Delaware (USA) (38° 30′ N, 75° 38′ W)
- Ralphton ist ein kleinerer Ort in Pennsylvania (USA) (40° 7′ N, 79° 1′ W)

- (5051) Ralph ist der Name eines Asteroiden

## Populärkultur
- Der Film King Ralph (USA 1991)
- Der Kurzfilm Ralph (UK 2008)
- Der Animationsfilm Ralph reichts (USA 2012)
- Ralf ist die Hauptfigur im Lied „Sein lassen“ der Kölner Band L.S.E.